# Radzanów (gmina, Mława)
Pour les articles homonymes, voir Radzanów.
Radzanów est une gmina rurale (gmina wiejska) de la powiat de Mława, dans la Voïvodie de Mazovie, dans le centre-est de la Pologne.
Son siège administratif (chef-lieu) est le village de Radzanów, qui se situe environ 27 kilomètres au sud-ouest de Mława (siège de la powiat) et 102 kilomètres au nord-ouest de Varsovie (capitale de la Pologne).
La gmina couvre une superficie de 98,7 km2 pour une population de 3 633 habitants en 2006.

## Histoire
De 1975 à 1998, la gmina est attachée administrativement à la voïvodie de Ciechanów.

Depuis 1999, elle fait partie de la voïvodie de Mazovie.

## Géographie
La gmina inclut les villages et localités de :

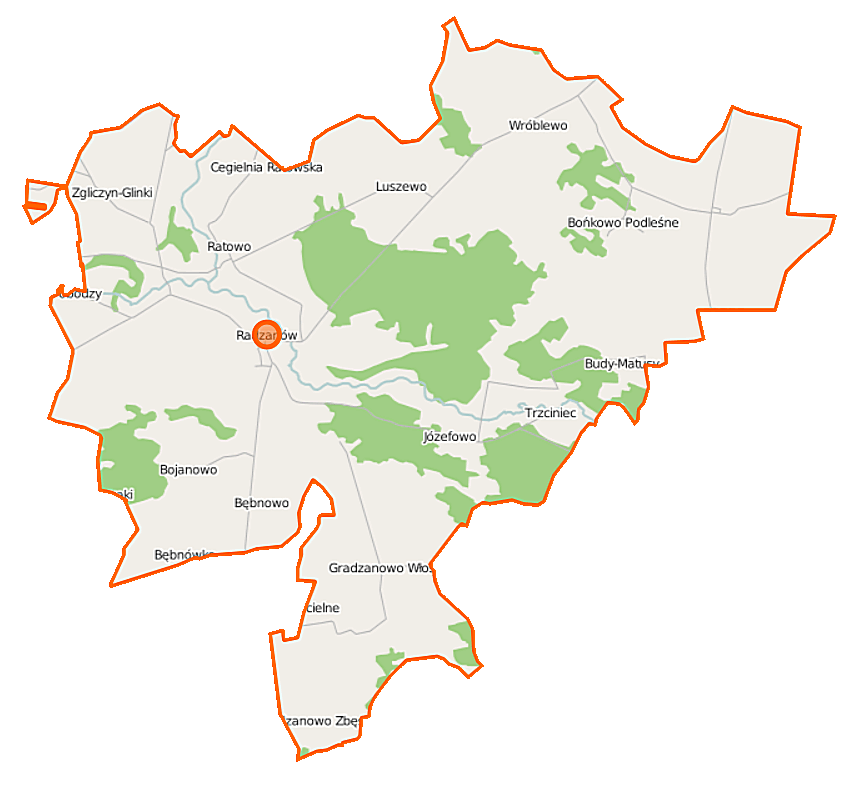
Plan de la gmina

- Bębnówko
- Bębnowo
- Bieżany
- Bojanowo
- Bońkowo Kościelne
- Bońkowo-Podleśne
- Budy-Matusy
- Cegielnia Ratowska
- Gradzanowo Włościańskie
- Gradzanowo Zbęskie
- Gradzanowo Zbęskie-Kolonia
- Józefowo
- Luszewo
- Marysinek
- Radzanów
- Ratowo
- Ratowo-Leśniczówka
- Trzciniec
- Wróblewo
- Zgliczyn Witowy
- Zgliczyn-Glinki
- Zieluminek

### Gminy voisines
La gmina de Radzanów est voisine des gminy suivantes :
- Bieżuń
- Raciąż
- Siemiątkowo
- Strzegowo
- Szreńsk

## Structure du terrain
D'après les données de 2002, la superficie de la commune de Radzanów est de 98,7 km2, répartis comme tel :
- terres agricoles : 74 %
- forêts : 17 %

La commune représente 8,43 % de la superficie du powiat.

## Démographie
Données du 30 juin 2004 :
| Description        | Total  | Total | Femmes | Femmes | Hommes | Hommes |
| ------------------ | ------ | ----- | ------ | ------ | ------ | ------ |
| Unité              | Nombre | %     | Nombre | %      | Nombre | %      |
| Population         | 3 662  | 100   | 1 828  | 49,9   | 1 834  | 50,1   |
| Densité (hab./km²) | 37,1   | 37,1  | 18,5   | 18,5   | 18,6   | 18,6   |